# 坝王远志
坝王远志（学名：Polygala bawanglingensis）为远志科远志属下的一个种。

## 扩展阅读
- 維基物種上的相關：坝王远志